# Terrorangrebene i København 2015
Terrorangrebene i København 2015, også kendt som Angrebet på Krudttønden, Østerbro-attentatet og på engelsk som Copenhagen shootings og Copenhagen attacks, var to attentater, som fandt sted i København på Østerbro den 14. februar 2015 og ved Synagogen i Krystalgade den 15. februar.
Ved attentatet på Kulturhuset Krudttønden, der formodes at have haft den svenske muhammedtegner Lars Vilks som mål, blev den 55-årige filminstruktør Finn Nørgaard dræbt. Ved attentatet ved synagogen i Krystalgade, der formentlig havde danske jøder som mål, blev den 37-årige vagt Dan Uzan dræbt. Ved de to attentater blev seks politifolk såret. Den 22-årige Omar Abdel Hamid El-Hussein blev efterlyst som formodet gerningsmand. Han blev dræbt af Politiets Aktionsstyrke (AKS) tidligt søndag morgen den 15. februar foran Svanevej 1 på hjørnet ved Frederikssundsvej i Københavns Nordvestkvarter, efter at han åbnede ild mod politiet. Senere blev der fundet beviser på Husseins tilstedeværelse ved Krudttønden i form af DNA - spor.
Politiske ledere fra blandt andre USA, Storbritannien og Frankrig fordømte angrebene og erklærede deres støtte til Danmark. Statsminister Helle Thorning-Schmidt og Dronning Margrethe sendte deres tanker til ofrene og opfordrede danskerne til at stå sammen. I løbet af søndagen den 15. februar blev fire personer anholdt af politiet på baggrund af en række ransagninger i København. Den 27. februar blev yderligere en person, en 18-årig mand anholdt og sigtet for medvirken.
Mandag den 16. februar fandt en mindehøjtidelighed sted på Gunnar Nu Hansens Plads på Østerbro, hvor 30.000 danskere mindedes ofrene.

## Angrebet på Krudttønden
Under et debatmøde med overskriften “Kunst, Blasfemi og Ytringsfrihed” arrangeret af Lars Vilks Komiteen (der har til formål at arrangere møder med den svenske kunstner Lars Vilks) blev mødesalen i Kulturhuset Krudttønden på Serridslevvej 2 på Østerbro klokken 15.31 beskudt med en M95 automatriffel. En lydoptagelse fra skyderiet mod Krudttønden i København som BBC er kommet i besiddelse af afslører, at der er blevet affyret mindst 40 skud i forbindelse med attentatet. På lydoptagelsen kan man høre en kvindelig foredragsholder snakke på engelsk, da skuddene falder hurtigt efter hinanden. Herefter hører man skramlede møbler, og en enkelt stemme, der siger: Ned. Ved angrebet på Krudttønden affyrede gerningsmanden 28 skud, mens fem politivåben blev affyret.
Den Uafhængige Politiklagemyndighed (DUP) fastslår, at der blev skudt igen fra de danske betjente, der var på stedet. Myndigheden i alt har inddraget fem politivåben, og at der er tale om både danske og svenske våben. De svenske betjente, der var til stede under angrebet, havde til opgave at beskytte den svenske kunstner Lars Vilks, der har været under politibeskyttelse siden 2007, hvor han begyndte at modtage dødstrusler for at have afbildet profeten Muhammed som en hund. Den 55-årige fotograf, producer og instruktør Finn Nørgaard blev dræbt, da han forsøgte at overmande attentatmanden. Dette fortalte et øjenvidne til TV 2's kriminalmagasin Station 2 der blev sendt den 19. februar. Københavns Politi har oplyst, at gerningsmanden ved sin ankomst til stedet først forsøgte at komme ind ad andre indgange end hovedindgangen, hvorefter han på gaden mødte Finn Nørgaard. Ifølge politiet blev der afgivet ét skud, der var dræbende. Fire betjente blev såret under angrebet.
Efter angrebet på Krudttønden, hvor manden i første omgang kaprede en mørk VW Polo, som han flygtede i, tog han en taxi til bebyggelsen Mjølnerparken på Ydre Nørrebro i København. Her ankom han klokken 16.17, og 20 minutter senere forlod han stedet igen. I mellemtiden havde han skiftet tøj. Det nye tøj var han iført, da han omkring klokken et natten til søndag slog til mod synagogen i Krystalgade. Den kaprede bil blev efterfølgende fundet på Borgervænget ved nr. 25 på Østerbro. Hverken Vilks, som formodedes var målet, eller den franske ambassadør blev ramt. Politiet var i begyndelsen ikke sikker på, om skyderiet var et terrorangreb, men efterforskede det som et sådant.
Ved mødet deltog den svenske kunsthistoriker og muhammedtegner Lars Vilks, moderator for mødet Helle Merete Brix, Frankrigs ambassadør François Zimeray, debattøren Jaleh Tavakoli, kunstkurator Agnieszka Kolek og FEMEN-aktivist Inna Shevchenko.
Journalist for Dagbladet Information Niels Ivar Larsen og satireforsker Dennis Meyhoff Brink deltog også i debatmødet, og de gav begge flere interviews til medierne efter skuddramaet.

## Angrebet ved synagogen i Krystalgade
Klokken 00.50 den 15. februar var der endnu en skudepisode ved synagogen i Krystalgade i Københavns Indre By. Her blev den 37-årige vagt fra det jødiske samfund Dan Uzan dræbt. Han blev ramt i hovedet og afgik senere ved døden. To betjente blev ramt i henholdsvis arme og ben. Dan Uzan holdt vagt ved den bat mitzva, der fandt sted i synagogen, hvor 80 mennesker deltog - heraf mange børn. Det var umiddelbart efter skyderiet uklart, om der var en sammenhæng mellem de to skyderier, men politiet flyttede flere patruljer til Indre By og området omkring Nørreport Station, der blev evakueret.
De tekniske undersøgelser viser, at gerningsmanden ved synagogen afgav to skud med en kaliber 7,65 millimeter pistol og syv skud med en 9 millimeter pistol. Begge pistoler er identiske med de to pistoler, han blev fundet i besiddelse af efter at have skudt mod politiet på Svanevej. Ifølge politiet affyrede den 22-årige 11 skud ved synagogen og tre skud på Svanevej, før han selv blev skudt og dræbt af politiet.

## Efterforskning
Politiet arbejdede i første omgang ud fra en teori om, at angrebene var inspireret af Charlie Hebdo i Paris i januar 2015.

### Gerningsmanden
Tidligt omkring klokken 4:50 søndag morgen den 15. februar blev den formodede gerningsmand, Omar Abdel Hamid El-Hussein, genkendt af betjente på Svanevej tæt ved Nørrebro Station. Betjentene råbte El-Hussein an, men han besvarede med at åbne ild mod dem, og efter skudveksling med Politiets Aktionsstyrke blev han dræbt. Politiet formodede på det tidspunkt, at manden, der havde skudt mod Krudttønden, var identisk med manden, der havde angrebet synagogen.
Den 16. februar meddelte politiet, at gerningsmanden benyttede et gevær M/95 under angrebet ved Krudttønden og en pistol ved synagogen. To dage senere oplyste politiet, at våbnet var fra Hjemmeværnet og efterlyst i forbindelse med et hjemmerøveri.

#### Profil
Politiet og Politiets Efterretningstjeneste identificerede senere gerningsmanden, der var kendt af politiet på forhånd. Politiet oplyste i en pressemeddelelse søndag eftermiddag, at den formodede gerningsmand var 22 år og tidligere kendt af politiet for overtrædelser af våbenloven og vold. Han var angiveligt løsladt fra en afsoning kun få uger før. Derudover var han kendt i bandemiljøet. Politiet oplyste samtidig, at de formodede, at den skuddræbte både var ansvarlig for angrebet på Krudttønden og skyderiet ved Synagogen.

#### Motiv
Sociologen Aydin Soei, der har skrevet om grupperingerne af unge mænd med indvandrerbaggrund forklarede bagtankerne hos den formodede gerningsmand.
| „ | Der er ingen tvivl om, at det er politisk motiveret vold. Men jeg tror ikke, han kunne svare på, hvad han egentlig ville opnå. Hans profil tyder på, at han er en tabermand fra bunden af samfundet, der har været en del af et forrået miljø, og som har taget en religiøs krænkelse på sig sammen med andre krænkelser, han føler, han har oplevet | “ |
|   | — Sociolog Aydin Soei (15. februar 2015) |   |

Den tidligere PET-chef Hans Jørgen Bonnichsen argumenterer for, at unge med "anden etnisk baggrund end dansk" radikaliseres i fængslerne. Han er blevet bakket op i sit synspunkt af flere eksperter, bl.a. dansk jødiske psykolog David Oehlenschläger.

### Ransagninger og medsigtede
I løbet af søndag den 15. februar arbejdede efterforskerne og politiets teknikere stadig på mindst seks forskellige lokaliteter. Søndag morgen ransagede politiet en lejlighed i Mjølnerparken på Nørrebro og en adresse i Vognmandsmarken på Østerbro. Lejligheden i Mjølnerparken var ifølge politiet interessant, fordi det var der, den formodede gerningsmand tog en taxi til efter skyderiet på Østerbro. Om eftermiddagen ransagede politiet netcafeen Power Play på hjørnet af Nørrebrogade og Skodsborggade, hvor fire blev anholdt. To af de anholdte, to mænd på 19 og 22 år, blev den 16. februar varetægtsfængslet, sigtede for at hjælpe med at skaffe det til angrebet anvendte gevær af vejen.
Den 27. februar 2015 blev en 18-årig mand anholdt, sigtet for medvirken til drab i forbindelse med sagen. Adskillige medier erfarede, at manden var Omars 18-årige lillebror. Den 19. og 20. marts 2015 blev yderligere to mænd anholdt og sigtet for medvirken til drab.
I marts 2016 begyndte retssagen mod de fire varetægtsfængslede mænd i Københavns Byret under et massivt sikkerhedsopbud. Navneforbuddet mod de fire mænd blev ved retssagens begyndelse ophævet af sagens dommer. De fire tiltalte er 26-årige Bhostan Hussein, 31-årige Mahmoud Rabea, 20-årige Liban S. Elmi og 23-årige Ibrahim Abbas. Alle fire mænd, der er bandemedlemmer, er tidligere straffet for vold, gaderøveri, våbenbesiddelse, vidnetrusler, hjemmerøveri og for Rabeas vedkommende for medvirken til et større våbenlager, der blandt andet omfattede sprængstoffer og adskillige automatvåben såsom maskinpistoler og militærrifler.
Retssagen forløber frem til september 2016.
Anklagerne gav deres afsluttende procedure i slutningen af august.

## Reaktioner
På et pressemøde den 15. februar kl. 11 med statsminister Helle Thorning-Schmidt og justitsminister Mette Frederiksen udtalte Thorning-Schmidt, at Danmark som nation havde gennemlevet nogle timer, som vi aldrig ville glemme. Vi har smagt den grimme smag af frygt og magtesløshed, som terroren gerne vil skabe, men vi har også som samfund svaret igen. Hun fastslog endvidere, at Danmark og danskerne skal stå sammen mod de mørke kræfter, der vil os det ondt.
| „ | Alle danskeres tanker går til ofrene og deres familier. Vi har alle mistet i dag. Men det tab, som de pårørende står med, er der ikke nogen, der kan erstatte. De skal vide, at de på denne sorgens dag ikke er alene med deres sorg: Vi deler den alle. | “ |
|   | — Statsminister Helle Thorning-Schmidt (15. februar 2015) |   |

I en pressemeddelelse den 15. februar sendte også Dronning Margrethe sine tanker til ofrene for angrebene. Dronningen lagde lige som statsministeren vægt på, at det er vigtigt, at danskerne i en så alvorlig situation står sammen og værner om de værdier, som Danmark bygger på.
| „ | Det er med sorg, jeg erfarer omfanget af det seneste døgns begivenheder. Mine tanker går til den dræbte filminstruktør og den unge vagtmand fra det jødiske samfund, som blev mål for gerningsmandens handlinger. Jeg ønsker at rette en tak til politiet og myndighederne for deres hurtige og effektive indsats. | “ |
|   | — Dronning Margrethe (15. februar 2015) |   |

Dansk Islamisk Råd har efter angrebet fordømt det og i en pressemeddelelse skrevet: "Alt tyder på, at terrorismens hænder har slået til i Danmarks hovedstad København og gået målrettet efter at ramme et kulturarrangement om ytringsfrihed, hvis våben blot har været holdninger, med en kriminel handling, som alle himmelske religioner og verdslige love tager afstand fra".
Hizb ut-Tahrirs skandinaviske afdeling vil ikke fordømme angrebet og har udtalt: "Nogle vil kræve, at muslimer skal tage afstand. Andre vil mere snedigt advokere for, at ikke alle muslimer er ekstreme, men derimod er de en del af det danske fællesskab, så længe de går ind for sekularismen og ytringsfriheden. Begge reaktioner har i bund og grund samme formål. Muslimerne skal tvangssekulariseres, og enhver muslim, der nægter, og i stedet insisterer på de islamiske værdier og love, vil blive betragtet som en potentiel sikkerhedstrussel".
 Siumuts Kim Kielsen meddeler i en pressemeddelelse: "Naalakkersuisut tager afstand fra sådanne voldshandlinger, og vores tanker og dybeste medfølelse går til ofrene og deres pårørende."
 Færøernes lagmand Kaj Leo Johannesen meddelte i en pressemeddelelse: "På vegne af landsstyret og det færøske folk vil jeg udtrykke vores dybe medfølelse. Det var med chok og sorg, at vi erfarede om attentatet i kulturhuset Krudttønden i København. Mordattentatet berører os dybt. Dette er et angreb på ytringsfriheden og de grundlæggende værdier, vores samfund bygger på. Vore tanker er med den omkomne, de sårede og deres pårørende".

### Internationale reaktioner
De tre skuddramaer blev omtalt i verdenspressen af blandt andre The Guardian, The New York Times, Le Monde, Expressen og Verdens Gang.
- Israels premierminister Benjamin Netanyahu udtalte ovenpå skuddramaet "Jøder blev dræbt på europæisk jord udelukkende fordi, de var jøder. Denne bølge af angreb vil fortsætte. Jeg siger til Europas jøder - Israel er jeres hjem"[49] Jair Melchior, chefrabbiner i København udtalte i forbindelse hermed: ”Terror er ikke en grund til at flytte til Israel".[50]

- Frankrigs indenrigsminister Bernard Cazeneuve er rejst til København for at udtrykke Frankrigs støtte[51], og den franske præsident har fordømt angrebet.[52] Den franske avis Libération har ovenpå angrebet valg at skrive "Vi er danskere" på deres avisforside mandag, for at vise deres sympati med danskerne.[53]

- Storbritanniens premierminister David Cameron har fordømt angrebet.[54][52]

- Den canadiske udenrigsminister Rob Nicholson har fordømt angrebet og kaldt det for en "krysterlig terrorhandling".[54]

- USA's udenrigsministeriums talskvinde Jen Psaki udtalte efter angrebet "Folket i USA står sammen med det danske folk og alle andre, der forsvarer den universelle ret til ytringsfrihed og modstand mod anti-semitisme og intolerance i alle dets former".[55] USA’s ambassadør i Danmark, Rufus Gifford, skrev på sin Twitter: ”Ofrene og deres familier er i vores tanker og bønner efter de forfærdelige skyderier i København i nat.”.[49]

- Norges statsminister Erna Solberg, skrev på sin Twitter ”Vold og terror skal ikke begrænse os.”.[49][52]

- Sveriges statsminister Stefan Löfven har fordømt angrebet og på Facebook udtalt: "Endnu en gang har vores åbne, demokratiske samfund lidt et angreb med sårede og døde. Mine tanker går til den dødes familie og til de sårede politifolk i København".[56]

- Finlands statsminister Alexander Stubb har fordømt angrebet og på Facebook udtalt: "Disse angreb var rettet mod ytringsfriheden og det åbne samfund. Jeg fordømmer angrebene. I dag er mine tanker med Danmark og med vores danske venner. Hver dag er det vores opgave at forsvare vores åbne og tolerante samfund baseret på tillid".[56]

- Tysklands udenrigsminister Frank-Walter Steinmeier fordømte angrebet og udtalte: "Fordømmer angrebet i København i stærkeste vendinger: Vi vil ikke give efter for terrorisme. Vi vil fortsætte med at forsvare vores frihed".[52]

#### Internationale organisationer
- EU-præsident Donald Tusk fordømte angrebet og udtalte: "Europa er igen i chok, efter hvad der ser ud til at være endnu et brutalt terrorangreb rettet mod vores grundlæggende værdier og frihedsrettigheder, herunder ytringsfriheden. ... Ét liv er et liv for meget. Vore tanker går til ofrene og deres familier. Europa står sammen med Danmark i indsatsen for at beskytte ytringsfriheden. Europa vil ikke lade sig kue". [52]

- Stephane Dujarric, talsmand for FN's generalsekretær Ban Ki-moon, udtalte til nyhedsmediet AFP, at "Ban fordømmer skudangrebene. FN stiller sig solidarisk med folket og myndighederne i Danmark ... Der er intet, der retfærdiggør angreb mod civile, og Ban gentager nødvendigheden af at stå fast på ytringsfriheden og tolerance".[57]

### Mindehøjtideligheder
Danmark
I løbet af søndagen lagde et stort antal borgere blomster ved Krudttønden og Synagogen i Krystalgade i sympati for ofrene. Søndag aften opfordredes borgerne til at tænde lys i vinduet for at mindes ofrene.
- I København inviterede alle politiske partier i borgerrepræsentationen til en mindehøjtidelighed mandag den 16. februar på Gunnar Nu Hansens Plads ved Krudttønden.[58]
- På Rådhuspladsen i Aarhus blev der afholdt mindehøjtidelighed, ligesom der blev afholdt mindehøjtideligheder i blandt andet Odense, Aalborg, Esbjerg, Vejle, Herning, Helsingør, Viborg, Slagelse, Svendborg, Ringsted og Rønne.[59]
- Hørsholm Basketklub, hvor Dan Uzan spillede, holdt mindehøjtidelighed.[59]
- Landstingssalen på Christiansborg har hvert år siden 14. februar siden 2015 dannet ramme om en mindehøjtidelighed til minde om Finn Nørgaard. På arrangementet hædres personer og initiativer, der handler for at holde unge på en god livsbane. Arrangør: Finn Nørgaard foreningen.

Internationalt
- Ved den danske ambassade i Paris blev der lagt blomster, ligesom mange franskmænd mødte frem for at vise deres sympati med de danske ofre.[60]
- I Berlin planlagdes også en mindehøjtidelighed.[59][61]